# Nürnberger Gospelchor
Der Nürnberger Gospelchor ist ein Gospelchor aus Nürnberg.
Der älteste Gospelchor Nürnbergs besteht seit 1968 und umfasst 45 Mitglieder, die sich der afro-amerikanischen Kirchenmusik, den Gospels und Spirituals, verschrieben haben. Allen Mitgliedern gemeinsam ist die Freude an der Interpretation dieser modernen Gospelsongs und traditionellen Negro Spirituals, die besonders in letzter Zeit immer mehr begeisterte Zuhörer gefunden haben.
Vorwiegend handelt es sich hierbei um Arrangements, die vom Chorleiter Gerhard Albrecht speziell für diesen Chor umgeschrieben werden und die zugleich die Originalität der Stücke weitgehend erhalten sollen. Begleitet wird der Chor von einer Band, die sich aus Klavier, Schlagzeug, Bass, Gitarre, Trompete und Perkussion zusammensetzt.
Konzerte wurden nicht nur im heimatlichen Nürnberger Raum durchgeführt, sondern machten den Chor auch in weiten Teilen Deutschlands bekannt. Ein breites Publikum lernte ihn an den Kirchentagen in Frankfurt, Dortmund, Berlin, München und Leipzig kennen und schätzen. Auch ins europäische Ausland unternahm der Chor einige Konzerttourneen, so z. B. nach Polen, Tschechien und Frankreich.

## Diskografie
| 1993: |  | Die erste CD des Nürnberger Gospelchors „Jesus I Love You“, aufgenommen 1993 und seit vielen Jahren vergriffen. Auf der CD waren Klassiker wie Lift Up Your Hands, I Will Sing Hallelujah oder Oh When The Saints zu hören.              |
| 1998: |  | Im Herbst 1998 wurde die zweite CD „Praise the Lord“ aufgenommen, ebenfalls vergriffen. Zu hören waren z. B. In My Father's House, Sometimes I Feel Like A Motherless Child, Sanctify Me, Do You Know Who Jesus Is und Hold Up The Light |
| 2003: |  | Mitte Oktober 2003 ist die dritte CD „We Sing Glory“ erschienen. Enthalten z. B. Jesus is the light, N'kosi bwa, In the beginning, Feast of the Lord, Won't it be grand und Somebody bigger.                                             |